# 制成品

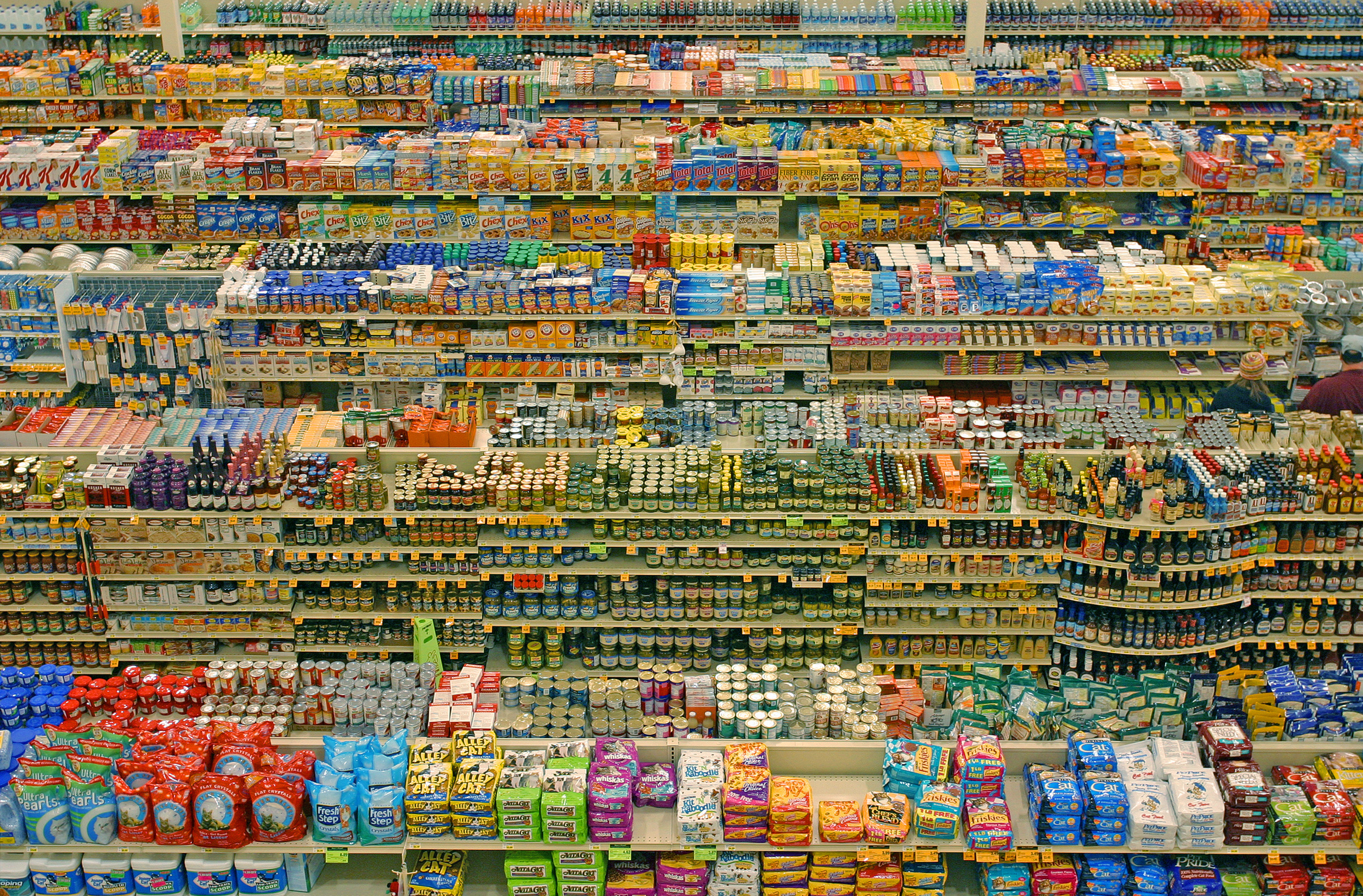
波特蘭的一家Fred Meyer量販

最終財，在经济学中是最终用于消费而非生产其它产品的財貨，有時又被稱作消費財（consumption good）。比如，一个销售给最终消费者的汽车就是制成品，而作为汽车零部件的而销售给汽车制造商的轮胎称为中間財。
在统计国民收入的时候，制成品的概念只包含新的产品。比如說，在计算国内生产总值的时候，就不再包含二手或三手产品的转售。
生活消费品概念与制成品的基本相同，不同的是前者更加侧重于大众消费市场。比如，生产消费品就不包含投资资产，例如价值不菲的古董，虽然它们可以称为制成品。
产成品侧重强调产品生产的完成，是与原材料相对的一个概念，它们包含制成品和中間財。

## 相關
- 產品
- 財貨
- 消費財

## 腳註
1. . 香港特別行政區政府公務員事務局.   [2025-06-25] （中文（香港））.
2. . 上報.   [2025-06-25] （中文（臺灣））. 中間財（Intermediate good）指的是用於生產最終財（Final good）的產品